# کردیتو والتلینس
کردیتو والتلینس (انگلیسی: Credito Valtellinese) شرکت خدمات مالی ایتالیایی است، که در سال ۱۹۰۸ تأسیس شد.